# 热曼古特
热曼古特（法語：Gemaingoutte，法語發音：[ʒəmɛ̃ɡut] ⓘ）是法国大東部大區孚日省的一个市镇，属于孚日圣迪耶区。

## 地理
热曼古特（48°15'14"N, 7°5'9"E）面积3.9 平方千米，位于法国大東部大區孚日省，该省份为法国东北部内陆省份，北起默兹省和默尔特-摩泽尔省，西接上马恩省，南至上索恩省和贝尔福地区省，东临上莱茵省和下莱茵省。
与热曼古特接壤的市镇（或旧市镇、城区）包括：维桑巴、圣玛丽欧米讷、邦德拉沃利讷。

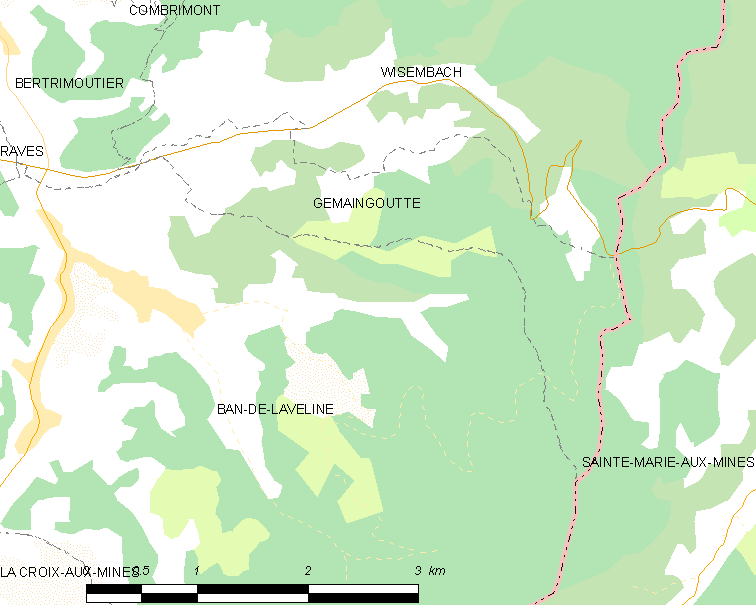
热曼古特的OSM定位图

热曼古特的时区为UTC+01:00、UTC+02:00（夏令时）。

## 行政
热曼古特的邮政编码为88520，INSEE市镇编码为88193。

## 政治
热曼古特所属的省级选区为孚日圣迪耶第二县。

## 人口

1962-2008年间热曼古特人口变化图示

热曼古特于2022年1月1日时的人口数量为152人。